# Postanalytická filozofie
Pojem postanalytická filosofie se používá pro označení okruhu poválečných amerických filosofů ovlivněných jak metodami analytické filosofie, tak americkým pragmatismem.
K protagonistům postanalytické filosofie se obvykle počítají
- Willard Van Orman Quine (1908–2000),
- Donald Davidson (1917–2003),
- Hilary Putnam (1926-2016),
- Richard Rorty (1931–2007),

případně také
- Wilfrid Sellars (1912–1989),
- Nelson Goodman (1906–1998),
- Robert Brandom (1950).

PAF se vyhýbá nekritickému scientismu a materialismu (přesvědčení typická pro novopozitivismus).
PAF se do značné míry překrývá s filosofií obyčejného jazyka.
Snad je možno říci, že programem PAF je kritika různých „břitev“ či „dogmat“, zatemňujících vztah mezi světem a jazykem.
Například vlivný Quinův článek Dvě dogmata empirismu z roku 1952 zpochybňuje (1) přesvědčení, že každý výrok lze sám o sobě verifikovat pozorováním, (2) přesvědčení o možnosti ostře rozdělit výroky na analytické a syntetické.
V českém prostředí popularizuje PAF Jaroslav Peregrin.